# Jan Andrzej Krasiński
Jan Andrzej Krasiński herbu Ślepowron (ur. 14 sierpnia 1550 w Szczukach, zm. 13 kwietnia 1612 w Krakowie), syn Andrzeja sędziego ziemskiego, brat wojewody płockiego Stanisława, historyk, scholastyk łęczycki i kielecki, kantor krakowski, kanonik gnieźnieńskiej kapituły katedralnej, kanonik łowicki, sekretarz Stefana Batorego.
Studiował w kraju i za granicą, doktor obojga praw.
Kanonik gnieźnieński i krakowski od 1572, archidiakon i kantor krakowski, scholastyk kielecki i łęczycki, proboszcz stobnicki. Autor opracowania Polska, czyli opisanie topograficzno-polityczne Polski w XVI w
Pochowany w katedrze krakowskiej.